# Stiava
Stiava is een frazione (een klein dorp) in de gemeente Massarosa, provincie Lucca, regio Toscane, Italië. De naam komt van tuguria Sclava, de naam van een klein dorpje uit de tijd van Karel de Grote, gebouwd op de kleine heuvel Montramito, waar ook een deel van het huidige Stiava zich bevindt. 
Er woonden op 31 december 2004 3191 mensen (1564 mannen, 1627 vrouwen) en er is een korte winkelstraat, met onder andere een buurtsupermarkt, postbus, kroeg en een bakkerij. Ook is er een kerkje voor de heilige Santa Maria Assunta samen met een campanile.
Het dorp ligt circa 10 meter boven zeeniveau en op minder dan een half uur rijden van de badplaats Viareggio.
- In juli een feest waar vooral het gerecht polenta met paddenstoelen wordt gegeten, een lokale specialiteit.
- In augustus wordt de Festa del Pesce gehouden, vertaald Feest van de Vis.

## Bron
- Site van de gemeente Massarosa